# Воля-Ґоринська
Воля-Ґоринська (пол. Wola Goryńska) — село в Польщі, у гміні Ястшембія Радомського повіту Мазовецького воєводства.
Населення — 238 осіб (2011).
У 1975-1998 роках село належало до Радомського воєводства.

## Демографія
Демографічна структура станом на 31 березня 2011 року:
|          | Загалом | Допрацездатний вік | Працездатний вік | Постпрацездатний вік |
| -------- | ------- | ------------------ | ---------------- | -------------------- |
| Чоловіки | 113     | 24                 | 73               | 16                   |
| Жінки    | 125     | 31                 | 63               | 31                   |
| Разом    | 238     | 55                 | 136              | 47                   |